# Lyn Peters
Lyn Peters geboren als Evelyn Anne Peters (Argentinië, 1941 – Palm Springs, 10 september 2013) was een Amerikaans actrice.
Peters ging in Londen naar school en werd daar fotomodel. Ze was gehuwd met acteur Paul Burke. 
Zij speelde zelden in films. Wel in Grave of the Vampire in 1972. Ze was heel vaak te zien in televisieseries. Onder andere Hogan's Heroes , Get Smart, Batman en It takes a thief.